# Wereldkampioenschap rally in 2016
Het wereldkampioenschap rally in 2016 was de vierenveertigste jaargang van het wereldkampioenschap rally (formeel het FIA World Rally Championship), een kampioenschap in de autosport dat door de Fédération Internationale de l'Automobile (FIA) wordt erkend als de hoogste klasse binnen de internationale rallysport. Teams en rijders namen deel aan dertien rondes — te beginnen in Monte Carlo op 21 januari en eindigend in Australië op 18 november — van het wereldkampioenschap rally voor rijders en constructeurs.
Het was het laatste jaar dat Volkswagen actief was met de Volkswagen Polo R WRC, aangezien zij in november hadden aangekondigd hun activiteiten in het kampioenschap na afloop van het seizoen te staken. Ze vertrokken op hun hoogtepunt, met opnieuw de rijderstitel die in handen kwam van Sébastien Ogier, terwijl het team ook alweer de vierde titel bij de constructeur wist binnen te slepen.

## Kalender

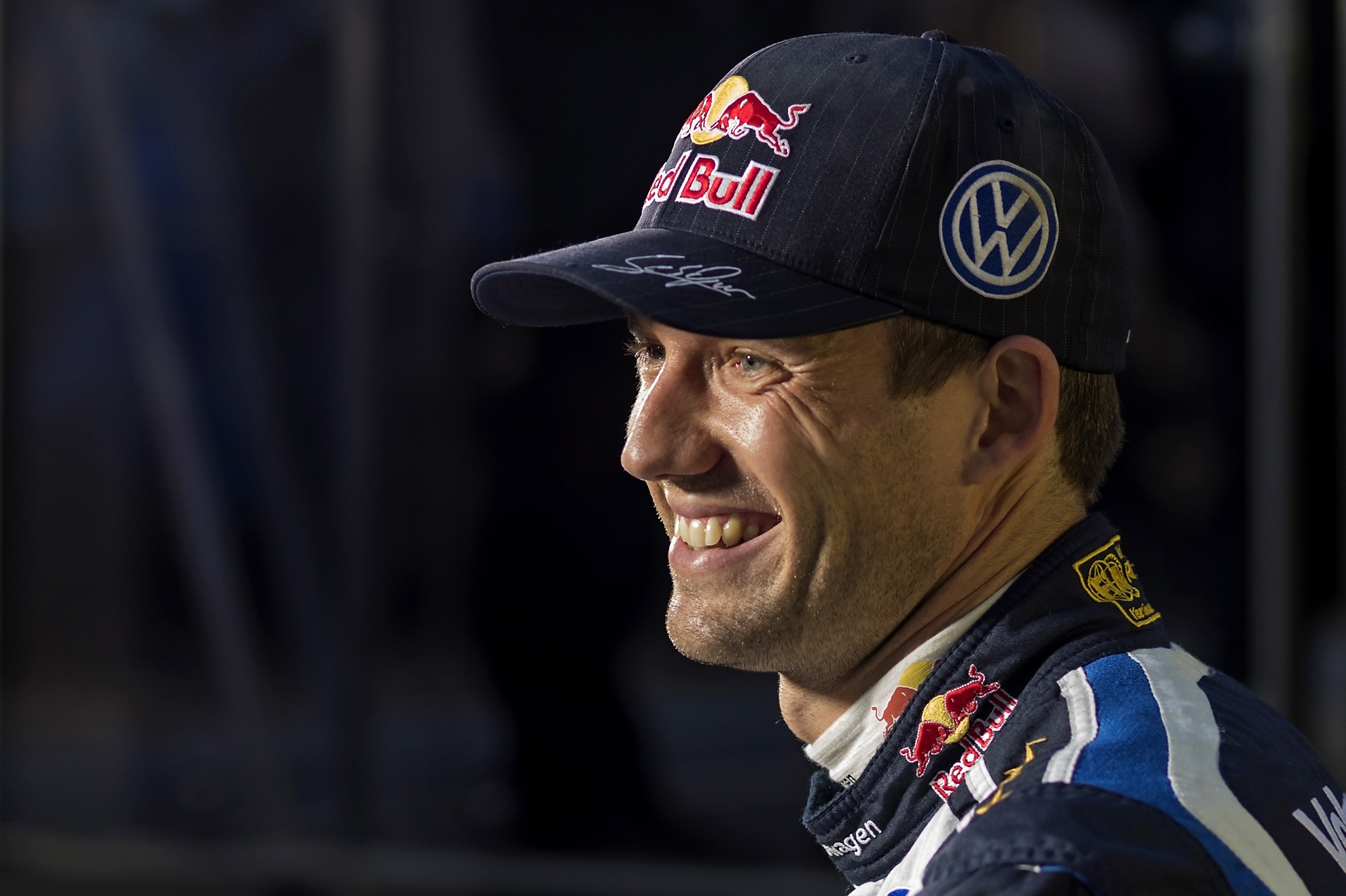
Sébastien Ogier werd opnieuw op vrij dominante wijze wereldkampioen bij de rijders

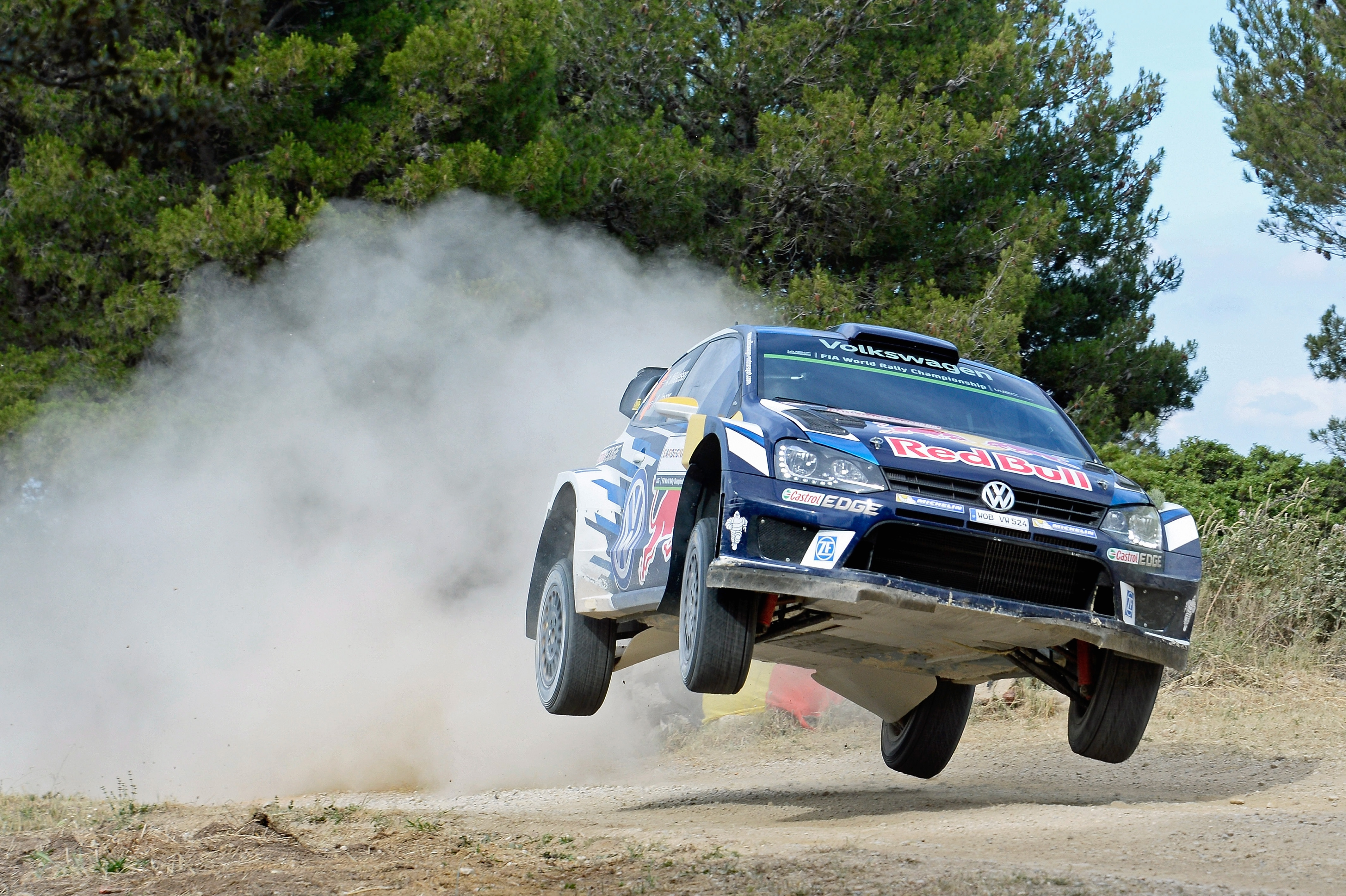
Volkswagen kondigde, na het winnen van hun vierde titel bij de constructeurs, aan dat zij het WK rally na 2016 zouden verlaten

| Ronde | Datum        | Datum        | Rally naam                                   | Rally hoofdkwartier                    | Rally details | Rally details | Rally details |
| Ronde | Start        | Finish       | Rally naam                                   | Rally hoofdkwartier                    | Ondergrond    | Proeven       | Afstand       |
| ----- | ------------ | ------------ | -------------------------------------------- | -------------------------------------- | ------------- | ------------- | ------------- |
| 1     | 21 januari   | 24 januari   | 84ème Rallye Automobile de Monte-Carlo       | Monte Carlo, Monaco                    | Mix           | 16            | 377,59 km     |
| 2     | 11 februari  | 14 februari  | 64th Rally Sweden                            | Karlstad, Värmlands län                | Sneeuw        | 21            | 331,21 km     |
| 3     | 3 maart      | 6 maart      | 30º Rally Guanajuato México                  | León, Guanajuato                       | Onverhard     | 21            | 399,71 km     |
| 4     | 21 april     | 24 april     | 36º YPF Rally Argentina                      | Villa Carlos Paz, Córdoba              | Onverhard     | 18            | 364,68 km     |
| 5     | 19 mei       | 22 mei       | 50º Vodafone Rally de Portugal               | Matosinhos, Porto                      | Onverhard     | 19            | 368,00 km     |
| 6     | 9 juni       | 12 juni      | 13º Rally d'Italia Sardegna                  | Alghero, Sardinië                      | Onverhard     | 19            | 324,32 km     |
| 7     | 30 juni      | 3 juli       | 73rd PZM Rally Poland - Rajd Polski          | Mikolajki, Woiwodschap Ermland-Mazurië | Onverhard     | 21            | 306,10 km     |
| 8     | 29 juli      | 31 juli      | 66th Neste Rally Finland                     | Jyväskylä, Keski-Suomi                 | Onverhard     | 24            | 333,60 km     |
| 9     | 19 augustus  | 21 augustus  | 34. ADAC Rallye Deutschland                  | Trier, Rijnland-Palts                  | Asfalt        | 18            | 306,80 km     |
| -     | 9 september  | 11 september | 19th China Rally                             | Peking, Hebei                          | Onverhard     | Geannuleerd1  | Geannuleerd1  |
| 10    | 30 september | 2 oktober    | 59ème Che Guevara Energy Drink Tour de Corse | Bastia, Haute-Corse                    | Asfalt        | 10            | 332,73 km     |
| 11    | 13 oktober   | 16 oktober   | 52º Rally RACC Catalunya - Costa Daurada     | Salou, Tarragona                       | Mix           | 19            | 321,08 km     |
| 12    | 28 oktober   | 30 oktober   | 72nd Dayinsure Wales Rally Great Britain     | Deeside, Flintshire                    | Onverhard     | 22            | 332,03 km     |
| 13    | 18 november  | 20 november  | 25th Kennards Hire Rally Australia           | Coffs Harbour, New South Wales         | Onverhard     | 23            | 283,36 km     |

1 De Rally van China werd geannuleerd vanwege hevige regenval en overstromingen in het gebied een maand voorafgaand aan het evenement.

## Teams en rijders
| World Rally Car inschrijvingen die in aanmerking komen voor constructeur punten | World Rally Car inschrijvingen die in aanmerking komen voor constructeur punten | World Rally Car inschrijvingen die in aanmerking komen voor constructeur punten | World Rally Car inschrijvingen die in aanmerking komen voor constructeur punten | World Rally Car inschrijvingen die in aanmerking komen voor constructeur punten | World Rally Car inschrijvingen die in aanmerking komen voor constructeur punten | World Rally Car inschrijvingen die in aanmerking komen voor constructeur punten | World Rally Car inschrijvingen die in aanmerking komen voor constructeur punten |
| Inschrijving                                                                    | Constructeur                                                                    | Auto                                                                            | Band                                                                            | #                                                                               | Rijder                                                                          | Navigator                                                                       | Rondes                                                                          |
| ------------------------------------------------------------------------------- | ------------------------------------------------------------------------------- | ------------------------------------------------------------------------------- | ------------------------------------------------------------------------------- | ------------------------------------------------------------------------------- | ------------------------------------------------------------------------------- | ------------------------------------------------------------------------------- | ------------------------------------------------------------------------------- |
| Volkswagen Motorsport                                                           | Volkswagen                                                                      | Volkswagen Polo R WRC                                                           | M                                                                               | 1                                                                               | Sébastien Ogier                                                                 | Julien Ingrassia                                                                | 1-13                                                                            |
| Volkswagen Motorsport                                                           | Volkswagen                                                                      | Volkswagen Polo R WRC                                                           | M                                                                               | 2                                                                               | Jari-Matti Latvala                                                              | Miikka Anttila                                                                  | 1-13                                                                            |
| Volkswagen Motorsport II                                                        | Volkswagen                                                                      | Volkswagen Polo R WRC                                                           | M                                                                               | 9                                                                               | Andreas Mikkelsen                                                               | Anders Jaeger                                                                   | 1-13                                                                            |
| Hyundai Motorsport                                                              | Hyundai                                                                         | Hyundai NG i20 WRC                                                              | M                                                                               | 3                                                                               | Thierry Neuville                                                                | Nicolas Gilsoul                                                                 | 1-4, 7-13                                                                       |
| Hyundai Motorsport                                                              | Hyundai                                                                         | Hyundai NG i20 WRC                                                              | M                                                                               | 3                                                                               | Hayden Paddon                                                                   | John Kennard                                                                    | 5-6                                                                             |
| Hyundai Motorsport                                                              | Hyundai                                                                         | Hyundai NG i20 WRC                                                              | M                                                                               | 4                                                                               | Daniel Sordo                                                                    | Marc Martí                                                                      | 1                                                                               |
| Hyundai Motorsport                                                              | Hyundai                                                                         | Hyundai NG i20 WRC                                                              | M                                                                               | 4                                                                               | Hayden Paddon                                                                   | John Kennard                                                                    | 2, 7-8, 13                                                                      |
| Hyundai Motorsport N                                                            | Hyundai                                                                         | Hyundai i20 WRC                                                                 | M                                                                               | 10                                                                              | Hayden Paddon                                                                   | John Kennard                                                                    | 1                                                                               |
| Hyundai Motorsport N                                                            | Hyundai                                                                         | Hyundai i20 WRC                                                                 | M                                                                               | 10                                                                              | Kevin Abbring                                                                   | Sebastian Marshall                                                              | 5-6, 11                                                                         |
| Hyundai Motorsport N                                                            | Hyundai                                                                         | Hyundai NG i20 WRC                                                              | M                                                                               | 20                                                                              | Daniel Sordo                                                                    | Marc Martí                                                                      | 2                                                                               |
| Hyundai Motorsport N                                                            | Hyundai                                                                         | Hyundai NG i20 WRC                                                              | M                                                                               | 20                                                                              | Hayden Paddon                                                                   | John Kennard                                                                    | 3-4, 9-12                                                                       |
| Hyundai Motorsport N                                                            | Hyundai                                                                         | Hyundai NG i20 WRC                                                              | M                                                                               | 20                                                                              | Thierry Neuville                                                                | Nicolas Gilsoul                                                                 | 5-6                                                                             |
| Hyundai Motorsport N                                                            | Hyundai                                                                         | Hyundai NG i20 WRC                                                              | M                                                                               | 20                                                                              | Kevin Abbring                                                                   | Sebastian Marshall                                                              | 8                                                                               |
| M-Sport World Rally Team                                                        | M-Sport                                                                         | Ford Fiesta RS WRC                                                              | M                                                                               | 5                                                                               | Mads Østberg                                                                    | Ola Fløene                                                                      | 1-13                                                                            |
| M-Sport World Rally Team                                                        | M-Sport                                                                         | Ford Fiesta RS WRC                                                              | M                                                                               | 6                                                                               | Eric Camilli                                                                    | Nicolas Klinger                                                                 | 1-2                                                                             |
| M-Sport World Rally Team                                                        | M-Sport                                                                         | Ford Fiesta RS WRC                                                              | M                                                                               | 6                                                                               | Eric Camilli                                                                    | Benjamin Veillas                                                                | 3-13                                                                            |
| DMACK World Rally Team                                                          | M-Sport                                                                         | Ford Fiesta RS WRC                                                              | D                                                                               | 12                                                                              | Ott Tänak                                                                       | Raigo Molder                                                                    | 1-13                                                                            |
| Jipocar Czech National Team                                                     | M-Sport                                                                         | Ford Fiesta RS WRC                                                              | P                                                                               | 21                                                                              | Martin Prokop                                                                   | Jan Tománek                                                                     | 3, 5-6, 11                                                                      |
| Yazeed Racing                                                                   | M-Sport                                                                         | Ford Fiesta RS WRC                                                              | P                                                                               | 30                                                                              | Yazeed Al-Rajhi                                                                 | Michael Orr                                                                     | 2, 5-8, 12                                                                      |

| World Rally Car inschrijvingen die niet in aanmerking komen voor constructeur punten | World Rally Car inschrijvingen die niet in aanmerking komen voor constructeur punten | World Rally Car inschrijvingen die niet in aanmerking komen voor constructeur punten | World Rally Car inschrijvingen die niet in aanmerking komen voor constructeur punten | World Rally Car inschrijvingen die niet in aanmerking komen voor constructeur punten | World Rally Car inschrijvingen die niet in aanmerking komen voor constructeur punten | World Rally Car inschrijvingen die niet in aanmerking komen voor constructeur punten | World Rally Car inschrijvingen die niet in aanmerking komen voor constructeur punten |
| Inschrijving                                                                         | Auto                                                                                 | Band                                                                                 | #                                                                                    | Rijder                                                                               | Navigator                                                                            | Rondes                                                                               |                                                                                      |
| ------------------------------------------------------------------------------------ | ------------------------------------------------------------------------------------ | ------------------------------------------------------------------------------------ | ------------------------------------------------------------------------------------ | ------------------------------------------------------------------------------------ | ------------------------------------------------------------------------------------ | ------------------------------------------------------------------------------------ | ------------------------------------------------------------------------------------ |
| Abu Dhabi World Rally Team                                                           | Citroën DS3 WRC                                                                      | M                                                                                    | 7                                                                                    | Kris Meeke                                                                           | Paul Nagle                                                                           | 1-2, 5, 8, 10-12                                                                     |                                                                                      |
| Abu Dhabi World Rally Team                                                           | Citroën DS3 WRC                                                                      | M                                                                                    | 7                                                                                    | Stéphane Lefebvre                                                                    | Gabin Moreau                                                                         | 7                                                                                    |                                                                                      |
| Abu Dhabi World Rally Team                                                           | Citroën DS3 WRC                                                                      | M                                                                                    | 8                                                                                    | Stéphane Lefebvre                                                                    | Gabin Moreau                                                                         | 1, 5                                                                                 |                                                                                      |
| Abu Dhabi World Rally Team                                                           | Citroën DS3 WRC                                                                      | M                                                                                    | 8                                                                                    | Craig Breen                                                                          | Scott Martin                                                                         | 7-8, 10-12                                                                           |                                                                                      |
| Abu Dhabi World Rally Team                                                           | Citroën DS3 WRC                                                                      | M                                                                                    | 14                                                                                   | Khalid Al-Qassimi                                                                    | Chris Patterson                                                                      | 2, 5, 8, 12                                                                          |                                                                                      |
| Abu Dhabi World Rally Team                                                           | Citroën DS3 WRC                                                                      | M                                                                                    | 14                                                                                   | Stéphane Lefebvre                                                                    | Gilles De Turckheim                                                                  | 13                                                                                   |                                                                                      |
| Abu Dhabi World Rally Team                                                           | Citroën DS3 WRC                                                                      | M                                                                                    | 15                                                                                   | Craig Breen                                                                          | Scott Martin                                                                         | 2                                                                                    |                                                                                      |
| Abu Dhabi World Rally Team                                                           | Citroën DS3 WRC                                                                      | M                                                                                    | 16                                                                                   | Quentin Gilbert                                                                      | Renaud Jamoul                                                                        | 13                                                                                   |                                                                                      |
| Stéphane Lefebvre                                                                    | Citroën DS3 WRC                                                                      | M                                                                                    | 10                                                                                   | Stéphane Lefebvre                                                                    | Gabin Moreau                                                                         | 9                                                                                    |                                                                                      |
| Marcos Ligato                                                                        | Citroën DS3 WRC                                                                      | M                                                                                    | 15                                                                                   | Marcos Ligato                                                                        | Rubén García                                                                         | 8                                                                                    |                                                                                      |
| Marcos Ligato                                                                        | Citroën DS3 WRC                                                                      | M                                                                                    | 81                                                                                   | Marcos Ligato                                                                        | Rubén García                                                                         | 4                                                                                    |                                                                                      |
| Henning Solberg                                                                      | Ford Fiesta RS WRC                                                                   | M                                                                                    | 15                                                                                   | Henning Solberg                                                                      | Ilka Minor                                                                           | 12                                                                                   |                                                                                      |
| Henning Solberg                                                                      | Ford Fiesta RS WRC                                                                   | M                                                                                    | 16                                                                                   | Henning Solberg                                                                      | Ilka Minor                                                                           | 2, 4-7                                                                               |                                                                                      |
| Robert Kubica                                                                        | Ford Fiesta RS WRC                                                                   | P                                                                                    | 16                                                                                   | Robert Kubica                                                                        | Maciej Sczcepaniak                                                                   | 1                                                                                    |                                                                                      |
| Benito Guerra jr.                                                                    | Ford Fiesta RS WRC                                                                   | P                                                                                    | 16                                                                                   | Benito Guerra jr.                                                                    | Borja Rozada                                                                         | 3                                                                                    |                                                                                      |
| M-Sport World Rally Team                                                             | Ford Fiesta RS WRC                                                                   | M                                                                                    | 17                                                                                   | Bryan Bouffier                                                                       | Victor Bellotto                                                                      | 1                                                                                    |                                                                                      |
| Felice Re                                                                            | Citroën DS3 WRC                                                                      | P                                                                                    | 18                                                                                   | Felice Re                                                                            | Mara Bariani                                                                         | 1                                                                                    |                                                                                      |
| Eurolamp World Rally Team                                                            | Mini John Cooper Works WRC                                                           | P                                                                                    | 18                                                                                   | Valeriy Gorban                                                                       | Volodymyr Korsia                                                                     | 4-7, 12                                                                              |                                                                                      |
| Eurolamp World Rally Team                                                            | Mini John Cooper Works WRC                                                           | P                                                                                    | 22                                                                                   | Valeriy Gorban                                                                       | Volodymyr Korsia                                                                     | 8, 11                                                                                |                                                                                      |
| Eurolamp World Rally Team                                                            | Mini John Cooper Works WRC                                                           | P                                                                                    | 81                                                                                   | Valeriy Gorban                                                                       | Volodymyr Korsia                                                                     | 2-3                                                                                  |                                                                                      |
| Eurolamp World Rally Team                                                            | Mini John Cooper Works WRC                                                           | P                                                                                    | 82                                                                                   | Mait Maarend                                                                         | Mihkel Kapp                                                                          | 6                                                                                    |                                                                                      |
| Eurolamp World Rally Team                                                            | Mini John Cooper Works WRC                                                           | P                                                                                    | 95                                                                                   | Mait Maarend                                                                         | Mihkel Kapp                                                                          | 2                                                                                    |                                                                                      |
| Jaroslav Melichárek                                                                  | Ford Fiesta RS WRC                                                                   | P                                                                                    | 22                                                                                   | Jaroslav Melichárek                                                                  | Erik Melichárek                                                                      | 5                                                                                    |                                                                                      |
| FWRT s.r.l.                                                                          | Ford Fiesta RS WRC                                                                   | P                                                                                    | 37                                                                                   | Lorenzo Bertelli                                                                     | Simone Scattolin                                                                     | 1-4, 6-8, 10-13                                                                      |                                                                                      |
| Federico Della Casa                                                                  | Ford Fiesta RS WRC                                                                   | P                                                                                    | 81                                                                                   | Federico Della Casa                                                                  | Domenico Pozzi                                                                       | 6                                                                                    |                                                                                      |
| Oleksiy Tamrazov                                                                     | Ford Fiesta RS WRC                                                                   | P                                                                                    | 81                                                                                   | Oleksiy Tamrazov                                                                     | Nicola Arena                                                                         | 8                                                                                    |                                                                                      |
| Abdullah Al-Qassimi                                                                  | Ford Fiesta RS WRC                                                                   | M                                                                                    | 81                                                                                   | Abdullah Al-Qassimi                                                                  | Steve Lancaster                                                                      | 12                                                                                   |                                                                                      |
| Abdullah Al-Qassimi                                                                  | Ford Fiesta RS WRC                                                                   | M                                                                                    | 82                                                                                   | Abdullah Al-Qassimi                                                                  | Steve Lancaster                                                                      | 8                                                                                    |                                                                                      |
| Roberto Tononi                                                                       | Ford Fiesta RS WRC                                                                   | P                                                                                    | 83                                                                                   | Roberto Tononi                                                                       | Paolo Comini                                                                         | 6                                                                                    |                                                                                      |
| Matti Koskelo                                                                        | Ford Fiesta RS WRC                                                                   | M                                                                                    | 84                                                                                   | Matti Koskelo                                                                        | Rami Suorsa                                                                          | 8                                                                                    |                                                                                      |

## Resultaten en kampioenschap standen

### Seizoensverloop
| Ronde | Evenement                                    | Winnende rijder    | Winnende navigator | Winnende constructeur      | Winnende tijd     | Verslag           |
| ----- | -------------------------------------------- | ------------------ | ------------------ | -------------------------- | ----------------- | ----------------- |
| 1     | 84ème Rallye Automobile de Monte-Carlo       | Sébastien Ogier    | Julien Ingrassia   | Volkswagen Motorsport      | 3:49:53,1         | Verslag           |
| 2     | 64th Rally Sweden                            | Sébastien Ogier    | Julien Ingrassia   | Volkswagen Motorsport      | 1:59:57,4         | Verslag           |
| 3     | 30º Rally Guanajuato México                  | Jari-Matti Latvala | Miikka Anttila     | Volkswagen Motorsport      | 4:25:57,4         | Verslag           |
| 4     | 36º YPF Rally Argentina                      | Hayden Paddon      | John Kennard       | Hyundai Motorsport N       | 3:40:42,9         | Verslag           |
| 5     | 50º Vodafone Rally de Portugal               | Kris Meeke         | Paul Nagle         | Abu Dhabi World Rally Team | 3:59:01,0         | Verslag           |
| 6     | 13º Rally d'Italia Sardegna                  | Thierry Neuville   | Nicolas Gilsoul    | Hyundai Motorsport N       | 3:35:25,8         | Verslag           |
| 7     | 73rd PZM Rally Poland - Rajd Polski          | Andreas Mikkelsen  | Anders Jæger       | Volkswagen Motorsport II   | 2:37:34,4         | Verslag           |
| 8     | 66th Neste Rally Finland                     | Kris Meeke         | Paul Nagle         | Abu Dhabi World Rally Team | 2:38:05,8         | Verslag           |
| 9     | 34. ADAC Rallye Deutschland                  | Sébastien Ogier    | Julien Ingrassia   | Volkswagen Motorsport      | 3:00:26,7         | Verslag           |
| -     | 19th Rally China                             | Rally geannuleerd  | Rally geannuleerd  | Rally geannuleerd          | Rally geannuleerd | Rally geannuleerd |
| 10    | 59ème Che Guevara Energy Drink Tour de Corse | Sébastien Ogier    | Julien Ingrassia   | Volkswagen Motorsport      | 4:07:17,0         | Verslag           |
| 11    | 52º Rally RACC Catalunya - Costa Daurada     | Sébastien Ogier    | Julien Ingrassia   | Volkswagen Motorsport      | 3:13:03,6         | Verslag           |
| 12    | 72nd Dayinsure Wales Rally Great Britain     | Sébastien Ogier    | Julien Ingrassia   | Volkswagen Motorsport      | 3:14:30,2         | Verslag           |
| 13    | 25th Kennards Hire Rally Australia           | Andreas Mikkelsen  | Anders Jæger       | Volkswagen Motorsport II   | 2:46:05,7         | Verslag           |

### Puntensysteem
- Punten worden uitgereikt aan de top tien geklasseerden. Er worden ook extra punten vergeven aan de winnaars van de Power Stage, drie voor de eerste plaats, twee voor de tweede en een voor de derde. Power Stage punten tellen alleen mee in het kampioenschap voor rijders.

| Positie | 1. | 2. | 3. | 4. | 5. | 6. | 7. | 8. | 9. | 10. |
| Punten  | 25 | 18 | 15 | 12 | 10 | 8  | 6  | 4  | 2  | 1   |

### Rijders
| Pos. | Rijder             | MON | ZWE | MEX | ARG | POR | ITA | POL | FIN | DUI | CHN | FRA | SPA | GBR | AUS | Pnt. |
| ---- | ------------------ | --- | --- | --- | --- | --- | --- | --- | --- | --- | --- | --- | --- | --- | --- | ---- |
| 1    | Sébastien Ogier    | 1   | 1   | 21  | 23  | 31  | 31  | 61  | 24  | 13  | C   | 13  | 12  | 1   | 21  | 268  |
| 2    | Thierry Neuville   | 3   | 14  | DNF | 6   | 29  | 1   | 43  | 41  | 31  | C   | 2   | 3   | 3   | 32  | 160  |
| 3    | Andreas Mikkelsen  | 23  | 42  | DNF | 3   | 23  | 13  | 1   | 7   | 4   | C   | 32  | DNF | 122 | 1   | 154  |
| 4    | Hayden Paddon      | 25  | 2   | 53  | 1   | DNF | DNF | 3   | 52  | 5   | C   | 6   | 4   | 4   | 4   | 138  |
| 5    | Daniel Sordo       | 62  | 6   | 4   | 42  | 4   | 4   | DNF | DNS | 2   | C   | 7   | 23  | 6   | 53  | 130  |
| 6    | Jari-Matti Latvala | DNF | 26  | 12  | 16  | 62  | 23  | 52  | 23  | 482 | C   | 4   | 141 | 7   | 9   | 112  |
| 7    | Mads Østberg       | 4   | 3   | 3   | 5   | 7   | DNF | 8   | 6   | 6   | C   | 9   | 5   | 8   | 6   | 102  |
| 8    | Ott Tänak          | 7   | 5   | 6   | 15  | DNF | 5   | 2   | DNF | 23  | C   | 10  | 6   | 21  | 7   | 88   |
| 9    | Kris Meeke         | DNF | 233 |     |     | 1   |     |     | 1   |     | C   | 161 | DNF | 5   |     | 64   |
| 10   | Craig Breen        |     | 8   |     |     |     |     | 7   | 3   |     | C   | 5   | 10  | DNF |     | 36   |
| 11   | Eric Camilli       | DNF | DNF | 16  | 5   | 8   | 6   | 10  | DNF | 50  | C   | 8   | 19  | 10  | DNF | 28   |
| 12   | Esapekka Lappi     | 9   | 12  |     |     |     | 21  | 14  | 8   | 7   | C   |     |     | 11  | 8   | 16   |
| 13   | Stéphane Lefebvre  | 5   |     |     |     | 35  |     | 9   |     | DNF | C   |     |     | 9   |     | 14   |
| 14   | Henning Solberg    |     | 7   |     | 9   | 27  | 7   | 15  | 12  |     | C   |     |     | DNS |     | 14   |
| 15   | Martin Prokop      |     |     | 7   |     | 8   | 9   |     |     |     | C   |     | DNF |     |     | 12   |
| 16   | Kevin Abbring      |     |     |     |     | DNF | 152 |     | 9   |     | C   | DNF | 7   | DNF |     | 10   |
| 17   | Pontus Tidemand    |     | 11  |     |     | 9   |     | 19  | DNF | 8   | C   |     | 9   | 13  |     | 8    |
| 18   | Teemu Suninen      | 12  | 10  | 9   |     | 45  | 8   | 11  | 10  | 56  | C   | 15  | 28  | 14  |     | 8    |
| 19   | Jan Kopecký        |     |     |     |     | 19  | 10  |     |     | 9   | C   | 12  | 8   | 16  |     | 7    |
| 20   | Marcos Ligato      |     |     |     | 7   |     |     |     | 44  |     | C   |     |     |     |     | 6    |
| 21   | Elfyn Evans        | 8   | 9   |     | 17  | 30  |     | 13  | 11  |     | C   | 11  |     | DNS |     | 6    |
| 22   | Lorenzo Bertelli   | DNF | DNF | 8   | 13  | DNS | DNF | 12  | DNF | DNS | C   | 17  | 11  | 15  | 10  | 5    |
| 23   | Armin Kremer       | 10  |     | 19  |     |     | 12  | DNF |     | 10  | C   |     | DNF |     |     | 2    |
| 24   | Nicolás Fuchs      |     |     | 14  | 10  | 10  | DNF | 20  |     |     | C   |     |     | 21  | 11  | 2    |
| 25   | Valeriy Gorban     |     | 24  | 10  | DNF | DNF | 28  | 27  | 21  |     | C   |     | 15  | 37  |     | 1    |

| Kleur  | Resultaat                             |
| ------ | ------------------------------------- |
| Goud   | Winnaar                               |
| Zilver | 2e plaats                             |
| Brons  | 3e plaats                             |
| Groen  | Gefinisht, in punten                  |
| Blauw  | Gefinisht, geen punten                |
| Blauw  | Niet geklasseerd (NC: Not classified) |
| Paars  | Niet gefinisht (DNF: Did not finish)  |
| Zwart  | Gediskwalificeerd (DSQ: Disqualified) |
| Wit    | Uitgesloten (EX: Excluded)            |
| Wit    | Trok zich terug (WD: Withdrew)        |
| Wit    | Niet gestart (DNS: Did not start)     |
| Blank  | Geannuleerd (C: Cancelled)            |
| Blank  | Uitgesteld (PP: Postponed)            |

### Constructeurs
| Pos. | Constructeur                | #  | MON | ZWE | MEX | ARG | POR | ITA | POL | FIN | DUI | CHN | FRA | SPA | GBR | AUS | Pnt. |
| ---- | --------------------------- | -- | --- | --- | --- | --- | --- | --- | --- | --- | --- | --- | --- | --- | --- | --- | ---- |
| 1    | Volkswagen Motorsport       | 1  | 1   | 1   | 2   | 2   | 2   | 3   | 6   | 7   | 1   | C   | 1   | 1   | 1   | 2   | 377  |
| 1    | Volkswagen Motorsport       | 2  | DNF | 8   | 1   | 9   | 5   | 2   | 5   | 1   | 8   | C   | 4   | 8   | 6   | 8   | 377  |
| 2    | Hyundai Motorsport          | 3  | 3   | 7   | DNF | 6   | DNF | DNF | 4   | 2   | 3   | C   | 2   | 3   | 3   | 3   | 312  |
| 2    | Hyundai Motorsport          | 4  | 5   | 2   | 4   | 4   | 3   | 4   | 3   | 3   | 2   | C   | 6   | 2   | 5   | 4   | 312  |
| 3    | Volkswagen Motorsport II    | 9  | 2   | 4   | DNF | 3   | 1   | 8   | 1   | 5   | 4   | C   | 3   | DNF | 9   | 1   | 163  |
| 4    | M-Sport World Rally Team    | 5  | 4   | 3   | 3   | 5   | 6   | DNF | 7   | 4   | 6   | C   | 8   | 5   | 7   | 6   | 162  |
| 4    | M-Sport World Rally Team    | 6  | DNF | DNF | 8   | 7   | 4   | 6   | 8   | DNF | 9   | C   | 7   | 9   | 8   | DNF | 162  |
| 5    | Hyundai Motorsport N        | 10 | 7   |     |     |     | DNF | 9   |     |     |     | C   |     | 7   |     |     | 146  |
| 5    | Hyundai Motorsport N        | 20 |     | 6   | 5   | 1   | 9   | 1   | DNF | 6   | 5   | C   | 5   | 4   | 4   | 5   | 146  |
| 6    | DMACK World Rally Team      | 12 | 6   | 5   | 6   | 8   | DNF | 5   | 2   | DNF | 7   | C   | 9   | 6   | 2   | 7   | 98   |
| 7    | Jipocar Czech National Team | 21 |     |     | 7   |     | 7   | 7   |     |     |     | C   |     | DNF |     |     | 18   |
| 8    | Yazeed Racing               | 30 |     | DNF |     |     | 8   | DNF | DNF | DNF |     | C   |     |     | DNF |     | 4    |

| Kleur  | Resultaat                             |
| ------ | ------------------------------------- |
| Goud   | Winnaar                               |
| Zilver | 2e plaats                             |
| Brons  | 3e plaats                             |
| Groen  | Gefinisht, in punten                  |
| Blauw  | Gefinisht, geen punten                |
| Blauw  | Niet geklasseerd (NC: Not classified) |
| Paars  | Niet gefinisht (DNF: Did not finish)  |
| Zwart  | Gediskwalificeerd (DSQ: Disqualified) |
| Wit    | Uitgesloten (EX: Excluded)            |
| Wit    | Trok zich terug (WD: Withdrew)        |
| Wit    | Niet gestart (DNS: Did not start)     |
| Blank  | Geannuleerd (C: Cancelled)            |
| Blank  | Uitgesteld (PP: Postponed)            |

### WRC-2
| Pos. | Rijder                     | MON | ZWE | MEX | ARG | POR | ITA | POL | FIN | DUI | CHN | FRA | SPA | GBR | AUS | Pnt. |
| ---- | -------------------------- | --- | --- | --- | --- | --- | --- | --- | --- | --- | --- | --- | --- | --- | --- | ---- |
| 1    | Esapekka Lappi             |     | 3   |     |     |     | 9   | 3   | 1   | 1   | C   |     |     | 1   | 1   | 130  |
| 2    | Teemu Suninen              |     |     | 1   |     | 16  | 1   | 1   | 2   |     | C   |     | 4   | 3   |     | 120  |
| 3    | Elfyn Evans                | 1   | 1   |     | 4   | 14  |     | 2   | 3   |     | C   | 1   |     |     |     | 120  |
| 4    | Jan Kopecký                |     |     |     |     | 10  | 2   |     |     | 2   | C   | 2   | 1   | 4   | DNS | 92   |
| 5    | Pontus Tidemand            |     | 2   |     |     | 1   |     | 7   | DNF |     | C   |     | 2   | 2   |     | 85   |
| 6    | Nicolás Fuchs              |     |     | 4   | 1   | 2   | DNF | 8   |     |     | C   |     |     | 7   | 2   | 83   |
| 7    | Hubert Ptaszek             | 7   | DNF | 2   | 2   | DNF | DNS | DNF | 7   | 9   | C   | 7   | DNF | DNF | 3   | 69   |
| 8    | Armin Kremer               | 2   |     | 5   |     |     | 4   | DNF |     | 3   | C   |     | DNF |     |     | 55   |
| 9    | Marius Aasen               |     | 8   |     |     | 3   | 7   | DNF | 6   |     | C   |     | 6   | 5   |     | 51   |
| 10   | Pierre-Louis Loubet        | DNS |     |     |     | DNF | 6   | 6   | DNF | 5   | C   | 5   |     |     |     | 36   |
| 11   | Quentin Gilbert            | 3   |     |     |     | DNF | 10  | DNF | 5   | DNF | C   | 6   |     |     |     | 34   |
| 12   | Yoann Bonato               | 5   |     |     |     | 7   | DNS | DNF | 9   | 12  | C   | 3   |     |     |     | 33   |
| 13   | Ole Christian Veiby        |     | 6   |     |     |     |     |     |     |     | C   |     | 5   | 6   |     | 26   |
| 14   | Julien Maurin              | DNF |     |     |     | 13  | 5   | 15  |     | DNF | C   | 4   | 11  |     |     | 22   |
| 15   | Abdulaziz Al-Kuwari        |     |     | DNF | 3   | 8   |     |     |     | 10  | C   |     |     |     |     | 20   |
| 16   | Ghislain De Mevius         |     |     |     |     | 6   |     |     |     | 4   | C   | DNS | 12  |     |     | 20   |
| 17   | Frigyes Turán              |     |     |     |     | 9   | 8   | 9   |     | 8   | C   |     | 8   | 8   |     | 20   |
| 18   | Karl Kruuda                |     |     |     |     |     | 3   | 10  | DNF |     | C   |     |     |     |     | 16   |
| 19   | Scott Pedder               |     |     |     |     | 4   |     | DNF | 8   |     | C   |     |     |     |     | 16   |
| 20   | José Antonio Suárez        | 6   |     |     |     | 12  | DNF |     |     | 7   | C   | DNF | 9   |     |     | 16   |
| 21   | Jim van den Heuvel         |     | DNF |     |     | 18  |     | 13  |     | DNS | C   |     | 3   | DNF |     | 15   |
| 22   | Max Rendina                |     | DNF | 3   |     |     | DNS |     |     | DNF | C   |     |     |     |     | 15   |
| 23   | Khalid Mohammad Al-Suwaidi |     |     | DNF | DNF | 11  |     | 11  |     | DNF | C   |     |     | 10  | 4   | 13   |
| 24   | Quentin Giordano           | 4   |     |     |     |     | DNF | DNF |     | DNF | C   | DNS |     |     |     | 12   |
| 24   | Anders Grøndal             |     | 4   |     |     |     |     |     |     |     | C   |     |     |     |     | 12   |
| 24   | Kajetan Kajetanowicz       |     |     |     |     |     |     | 4   |     |     | C   |     |     |     |     | 12   |
| 24   | Henning Solberg            |     |     |     |     |     |     |     | 4   |     | C   |     |     |     |     | 12   |
| 28   | Augusto Bestard            |     | 11  | DNS | 5   | 15  | 11  | 12  |     |     | C   |     |     |     |     | 10   |
| 29   | Jourdan Serderidis         | DNF |     |     |     |     |     |     |     | 12  | C   |     |     |     | 5   | 10   |
| 30   | Jarosław Kołtun            |     | DNS |     |     |     |     | 5   |     |     | C   |     |     | DNF |     | 10   |
| 31   | Eyvind Brynildsen          |     | 5   |     |     |     |     |     |     |     | C   |     |     |     |     | 10   |
| 31   | Miguel Campos              |     |     |     |     | 5   |     |     |     |     | C   |     |     |     |     | 10   |
| 33   | Bernhard ten Brinke        |     |     |     |     |     |     |     |     | 6   | C   |     | DNF |     |     | 8    |
| 34   | Emil Bergkvist             |     | 7   |     |     | DNF |     | DNF | 13  | DNS | C   |     |     |     |     | 6    |
| 35   | Sander Pärn                |     | DNF |     |     | DNF |     | DNF | DNS |     | C   |     | 7   |     |     | 6    |
| 36   | Lambros Athanassoulas      | 8   |     |     |     |     |     |     |     |     | C   |     |     |     |     | 4    |
| 37   | Simone Tempestini          | 9   | 9   |     |     |     |     |     |     |     | C   |     |     |     |     | 4    |
| 38   | David Bogie                |     |     |     |     |     |     |     |     |     | C   |     |     | 9   |     | 2    |
| 39   | Radik Shaymiev             |     | 10  | DNF |     |     |     |     | 10  |     | C   |     |     |     |     | 2    |
| 40   | Alain Foulon               | 10  | 12  |     |     |     |     | 14  |     |     | C   |     | 13  | DNF |     | 1    |
| 41   | Ricardo Triviño            | 12  |     |     |     |     |     |     |     |     | C   |     | 10  |     |     | 1    |

| Kleur  | Resultaat                             |
| ------ | ------------------------------------- |
| Goud   | Winnaar                               |
| Zilver | 2e plaats                             |
| Brons  | 3e plaats                             |
| Groen  | Gefinisht, in punten                  |
| Blauw  | Gefinisht, geen punten                |
| Blauw  | Niet geklasseerd (NC: Not classified) |
| Paars  | Niet gefinisht (DNF: Did not finish)  |
| Zwart  | Gediskwalificeerd (DSQ: Disqualified) |
| Wit    | Uitgesloten (EX: Excluded)            |
| Wit    | Trok zich terug (WD: Withdrew)        |
| Wit    | Niet gestart (DNS: Did not start)     |
| Blank  | Geannuleerd (C: Cancelled)            |
| Blank  | Uitgesteld (PP: Postponed)            |

-  Noot: De zes beste resultaten tellen mee voor het kampioenschap.

### WRC-3
| Pos. | Rijder              | MON | ZWE | MEX | ARG | POR | ITA | POL | FIN | DUI | CHN | FRA | SPA | GBR | AUS | Pnt. |
| ---- | ------------------- | --- | --- | --- | --- | --- | --- | --- | --- | --- | --- | --- | --- | --- | --- | ---- |
| 1    | Simone Tempestini   |     |     |     |     | 1   |     | 1   | 2   | 1   | C   | 4   |     | 2   |     | 123  |
| 2    | Michel Fabre        | 8   | 1   | 1   | 1   |     |     |     |     |     | C   |     | 4   | 5   | 1   | 122  |
| 3    | Fabio Andolfi       | 3   |     |     |     | 4   | 1   |     | 9   | 4   | C   |     | 1   |     |     | 91   |
| 4    | Martin Koči         | 6   |     |     |     | 2   |     | DNF | 8   | 2   | C   | 3   |     | 1   |     | 88   |
| 5    | Ole Christian Veiby | 1   |     |     |     | 8   |     | 3   | 1   | 12  | C   | 8   |     |     |     | 73   |
| 6    | Damiano De Tommaso  | 4   |     |     |     | 6   | 2   |     | 6   | 6   | C   |     | 3   |     |     | 69   |
| 7    | Terry Folb          |     |     |     |     | 3   |     | 2   | DNF | 3   | C   | 6   |     |     |     | 56   |
| 8    | Michaël Burri       |     |     |     |     | 7   |     | 8   |     | 7   | C   | 5   | 2   | 4   |     | 56   |
| 9    | Vincent Dubert      | 5   |     |     |     | 5   |     | 5   | 4   | 8   | C   | 7   |     | 6   |     | 56   |
| 10   | Yohan Rossel        |     |     |     |     |     |     |     |     |     | C   | 2   |     | 3   |     | 33   |
| 11   | Romain Martel       |     |     |     |     | 10  |     | 4   | 5   | 5   | C   | DNF |     |     |     | 33   |
| 12   | Enrico Brazzoli     | 7   |     |     |     | 11  | 4   |     |     |     | C   | 9   | 5   |     |     | 30   |
| 13   | Laurent Pellier     |     |     |     |     |     |     |     |     |     | C   | 1   |     |     |     | 25   |
| 14   | Jordan Berfa        | 2   |     |     |     |     |     |     |     | 11  | C   | DNF |     |     |     | 18   |
| 15   | Igor Giusti         | 9   |     |     |     | 13  | 3   |     |     |     | C   | 10  |     |     |     | 18   |
| 16   | Juuso Nordgren      |     |     |     |     |     |     |     | 3   |     | C   |     |     |     |     | 15   |
| 17   | Mohamed Al-Mutawaa  |     |     |     |     | 12  |     | 9   | 7   | 9   | C   | DNF |     |     |     | 10   |
| 18   | Tomasz Gryc         |     |     |     |     |     |     | 6   |     |     | C   |     |     |     |     | 8    |
| 19   | Łukasz Pieniążek    |     |     |     |     | 15  |     | 7   |     |     | C   |     |     |     |     | 6    |
| 20   | Frédéric Hauswald   |     |     |     |     | 9   |     |     |     |     | C   |     |     |     |     | 2    |
| 21   | Kevin van Deijne    |     |     |     |     |     |     |     |     | 10  | C   |     |     |     |     | 1    |

| Kleur  | Resultaat                             |
| ------ | ------------------------------------- |
| Goud   | Winnaar                               |
| Zilver | 2e plaats                             |
| Brons  | 3e plaats                             |
| Groen  | Gefinisht, in punten                  |
| Blauw  | Gefinisht, geen punten                |
| Blauw  | Niet geklasseerd (NC: Not classified) |
| Paars  | Niet gefinisht (DNF: Did not finish)  |
| Zwart  | Gediskwalificeerd (DSQ: Disqualified) |
| Wit    | Uitgesloten (EX: Excluded)            |
| Wit    | Trok zich terug (WD: Withdrew)        |
| Wit    | Niet gestart (DNS: Did not start)     |
| Blank  | Geannuleerd (C: Cancelled)            |
| Blank  | Uitgesteld (PP: Postponed)            |

-  Noot: De zes beste resultaten tellen mee voor het kampioenschap.

### JWRC
| Pos. | Rijder              | POR | POL | FIN | DUI | FRA | GBR | Pnt. |
| ---- | ------------------- | --- | --- | --- | --- | --- | --- | ---- |
| 1    | Simone Tempestini   | 1   | 1   | 2   | 1   | 4   | 2   | 123  |
| 2    | Martin Koči         | 2   | DNF | 7   | 2   | 3   | 1   | 82   |
| 3    | Vincent Dubert      | 4   | 5   | 4   | 5   | 6   | 4   | 64   |
| 4    | Ole Christian Veiby | 5   | 3   | 1   | 7   | 7   |     | 62   |
| 5    | Terry Folb          | 3   | 2   | DNF | 3   | 5   |     | 58   |
| 6    | Romain Martel       | 7   | 4   | 5   | 4   | DNF |     | 40   |
| 7    | Yohan Rossel        |     |     |     |     | 2   | 3   | 33   |
| 8    | Mohamed Al-Mutawaa  | 8   | 7   | 6   | 6   | DNF |     | 26   |
| 9    | Laurent Pellier     |     |     |     |     | 1   |     | 25   |
| 10   | Juuso Nordgren      |     |     | 3   |     |     |     | 15   |
| 11   | Łukasz Pieniążek    | 10  | 6   |     |     |     |     | 9    |
| 12   | Frédéric Hauswald   | 6   |     |     |     |     |     | 8    |
| 13   | Andrea Crugnola     | 9   | DNF | DNF |     |     |     | 2    |

| Kleur  | Resultaat                             |
| ------ | ------------------------------------- |
| Goud   | Winnaar                               |
| Zilver | 2e plaats                             |
| Brons  | 3e plaats                             |
| Groen  | Gefinisht, in punten                  |
| Blauw  | Gefinisht, geen punten                |
| Blauw  | Niet geklasseerd (NC: Not classified) |
| Paars  | Niet gefinisht (DNF: Did not finish)  |
| Zwart  | Gediskwalificeerd (DSQ: Disqualified) |
| Wit    | Uitgesloten (EX: Excluded)            |
| Wit    | Trok zich terug (WD: Withdrew)        |
| Wit    | Niet gestart (DNS: Did not start)     |
| Blank  | Geannuleerd (C: Cancelled)            |
| Blank  | Uitgesteld (PP: Postponed)            |